# Monanus antennatus
Monanus antennatus es una especie de coleóptero de la familia Silvanidae.

## Distribución geográfica
Habita en Japón.